# Victoria (Iași)
Victoria é uma comuna romena localizada no distrito de Iaşi, na região de Moldávia. A comuna possui uma área de 62.16 km² e sua população era de 4593 habitantes segundo o censo de 2007.